# Endiandra wolfei
Endiandra wolfei är en lagerväxtart som beskrevs av B.P.M. Hyland. Endiandra wolfei ingår i släktet Endiandra och familjen lagerväxter. Inga underarter finns listade i Catalogue of Life.